# Măng Bút
Măng Bút là một xã thuộc huyện Kon Plông, tỉnh Kon Tum, Việt Nam.
Xã Măng Bút có diện tích 73,10 km², dân số năm 2019 là 4.059 người, mật độ dân số đạt 56 người/km².